# سربولة
سُربُولة أو سُربولو أو (نقحرة: سوربولو) (بالإيطالية: Sorbolo)‏ هي بلدية في مقاطعة بارما في إقليم إميليا رومانيا الإيطالي.

## السكان
في سنة 1861 بلغ عدد السكان 3٬574 نسمة، وتطور العدد ليصل في سنة 2011 لـ 9٬602 نسمة.
يظهر هذا المخطط البياني تطور النمو السكاني لـ سُربولة

## توأمة
لسُربولة اتفاقيات توأمة مع:
- فيريا